# Bloodywood
A Bloodywood egy 2016-ban alakult indiai heavy metal zenekar Új-Delhiből. Paródiazenekarként kezdték, akik popdalok metál feldolgozásait töltötték fel a YouTube-ra, később pedig saját zenéket írtak. Ők lettek India első olyan metálzenekara, akik a Billboardon is szerepelnek.

## Történet
A zenekar megalakulása előtt Karan Katiyar rendszeresen töltött fel a YouTube-ra népszerű bollywoodi dalok parodisztikus metál feldolgozásait, de nehezen talált megfelelő énekest. Egy helyi fellépésen Katiyar találkozott Jayant Bhadulával, és lenyűgözte az énekes hangterjedelme és sokoldalúsága.
2016-ban Katiyar otthagyta vállalati ügyvédi állását, és Bhadulával együtt egy kéttagú zenekart alapított azzal a szándékkal, hogy "popdalokat romboljanak le".
2017-ben a Bloodywood újrafelvette a Linkin Park Heavy című dalát a Linkin Park korai nu metal stílusában, amivel számos zenei weboldal, például a Loudwire és a Metal Hammer figyelmét is felkeltette, utóbbi szerint "így kellett volna szólnia a Linkin Park Heavy-jének". A zenekar 2017-ben további feldolgozásokat készített, és kiadta az Anti-Pop Vol. 1 című válogatásalbumot a Bandcamp oldalán. Ezt követte Daler Mehndi népszerű bhangra/indi-pop dalának, a "Tunak Tunak Tunak Tun"-nak metál feldolgozása, Bonde do Metaleiro vendégénekesnővel.
2018-ban Bloodywood kiadta az Ari Ari című számot, amely a Bombay Rockers duó Ari Ari című bhangra dalának feldolgozása, amely maga is a Baari Barsi című indiai népdal egy változata. A számban közreműködött a rapper Raoul Kerr, akit Katiyar hívott meg, miután egy szöveges videón dolgozott neki. A dal első ismertségét Ileana D'Cruz bollywoodi színésznő biztosította, aki megosztotta a videóklippet a közösségi médiában. A rajongók pozitív fogadtatása arra ösztönözte a zenekart, hogy eredeti anyagot írjon, és még több inspirációt merítsen az indiai népzenéből.
2019. április 21-én bejelentették, hogy a Bloodywood fellép a Wacken Open Air-en. Két nappal később a zenekar kiadta a Machi Bhasad című dalt, amelyet eredetileg a közelgő Ubisoft játékhoz, a Beyond Good and Evil 2-höz szántak, valamint bejelentették, hogy Kerr állandó tagja lesz a zenekarnak. Ugyanebben az évben megszervezték a Raj Against the Machine Tour névre keresztelt turnéjukat is.
2021-ben a Bloodywoodot a Metal Hammer heavy metal és rockzenei magazin a "12 új metal zenekar közé választotta, akikre 2022-ben figyelni kell". A 2021-es Global Metal Apocalypse díjátadón a "Breakthrough Asian Band" címre is jelölték őket, és a második helyen végeztek.
A Bloodywood debütáló stúdióalbuma a Rakshak címet viseli, és 2022. február 18-án jelent meg. Szövegileg társadalmi és politikai témákat dolgoz fel, mint például az ötödik szám, a Dana-Dan, amely a nemi erőszakot és a szexuális bántalmazást tárgyalja.
2024. október 18-án bejelentették, hogy a zenekar leszerződött a Fearless Records-hoz. Ezt követte a Nu Delhi című új kislemez megjelenése és a 2025-ös brit és európai turné megerősítése. December 6-án a Bloodywood kiadta a Bekhauf című kislemezt, amelyben a japán metálzenekar, a Babymetal játszik.

## Szociális munka
A dalaikban szereplő üzenetek mellett a zenekar célja, hogy támogassa a különböző társadalmi/jótékonysági ügyeket. A "Jee Veerey" című daluk videoklipjének megjelenésével együtt előre kifizetett online tanácsadást ajándékoztak. Egy 2023-as interjúban Kerr azt állította, hogy a zenekar célja, hogy "a megfelelő ügyekbe csatornázzák a szorongásukat, és rávegyék az embereket, hogy tegyenek valamit ezekért".
Miután visszatértek Indiába a 2019-es európai turnéjukról, a Bloodywood a bevételt a Posh Foundationnek, egy helyi civil szervezetnek adományozta, amely hajléktalan állatokról gondoskodik, egy új mentőautó vásárlására.

## Tagok
- Karan Katiyar – gitár, furulya
- Jayant Bhadula – ének
- Raoul Kerr – rap

Touring members
- Sarthak Pahwa – dhol
- Roshan Roy – basszusgitár
- Vishesh Singh – dob

## Diszkográfia

### Stúdióalbumok
- Anti-Pop Vol. 1 (2017)
- Rakshak (2022)

### Kislemezek
- Angry Santa (2017)
- Friday The 13th (2017)
- Punjabi Metal (2017)
- Tunak Tunak Metal feat. Bonde do Metaleiro (2018)
- Rang De Basanti (2018)
- Ari Ari (2018)
- Jee Veerey (2018)
- Endurant (2019)
- Machi Bhasad (2019)
- Yaad (2020)
- Great Is Born Raw (2021)
- Gaddaar (2021)
- Aaj (2022)
- Dana-Dan (2022)
- Nu Delhi (2024)
- Bekhauf feat. Babymetal (2024)

## Fordítás
Ez a szócikk részben vagy egészben  a   Bloodywood című angol Wikipédia-szócikk ezen változatának fordításán alapul.  Az eredeti cikk szerkesztőit annak laptörténete sorolja fel. Ez a jelzés csupán a megfogalmazás eredetét és a szerzői jogokat jelzi, nem szolgál a cikkben szereplő információk forrásmegjelöléseként.